# Bürgermeisterwahlen in Sachsen 2025
Bürgermeisterwahlen in Sachsen sollen 2025 in mindestens 34 Städten und Gemeinden stattfinden. Die folgenden Daten sind zuletzt aktualisiert am 25. Juli 2025. Die Zahl der Gemeinden, in denen gewählt wird, kann sich durch vorzeitige Amtsaufgabe amtierender Bürgermeister im Jahresverlauf erhöhen.

## Wahlstatistik
| Vorschlag  | Anzahl |                    | Bürgermeister | Anzahl |
| WV/EB/EV   | 16     | – wiedergewählt    | 10            |        |
| CDU        | 5      | – abgewählt        | 0             |        |
| ausstehend | 13     | – nicht kandidiert | 11            |        |
| gesamt     | 34     | – ausstehend       | 13            |        |

WV = Wählervereinigung
EB = Einzelbewerber
EV = Einzelvorschläge
Amtierende (Ober-)Bürgermeister nach Ende des Wahljahres 2025:
| Vorschlag           | CDU                                                               | SPD                                                               | FDP                                                               | Linke                                                             | AfD                                                               | EB, EV                                                            | WV                                                                | Gemeindeanzahl                                                    |
| ------------------- | ----------------------------------------------------------------- | ----------------------------------------------------------------- | ----------------------------------------------------------------- | ----------------------------------------------------------------- | ----------------------------------------------------------------- | ----------------------------------------------------------------- | ----------------------------------------------------------------- | ----------------------------------------------------------------- |
| Amtsträger          | Veröffentlichung durch Statistisches Landesamt am Jahresende 2025 | Veröffentlichung durch Statistisches Landesamt am Jahresende 2025 | Veröffentlichung durch Statistisches Landesamt am Jahresende 2025 | Veröffentlichung durch Statistisches Landesamt am Jahresende 2025 | Veröffentlichung durch Statistisches Landesamt am Jahresende 2025 | Veröffentlichung durch Statistisches Landesamt am Jahresende 2025 | Veröffentlichung durch Statistisches Landesamt am Jahresende 2025 | Veröffentlichung durch Statistisches Landesamt am Jahresende 2025 |
| Veränderung zu 2024 | Veröffentlichung durch Statistisches Landesamt am Jahresende 2025 | Veröffentlichung durch Statistisches Landesamt am Jahresende 2025 | Veröffentlichung durch Statistisches Landesamt am Jahresende 2025 | Veröffentlichung durch Statistisches Landesamt am Jahresende 2025 | Veröffentlichung durch Statistisches Landesamt am Jahresende 2025 | Veröffentlichung durch Statistisches Landesamt am Jahresende 2025 | Veröffentlichung durch Statistisches Landesamt am Jahresende 2025 | Veröffentlichung durch Statistisches Landesamt am Jahresende 2025 |

## Wahlergebnisse

### Landkreis Bautzen
Im Landkreis Bautzen sollen 2025 mindestens vier Bürgermeisterwahlen stattfinden.
Gewählte Bewerber:
- Einzelbewerber/Bürgerinitiativen: 2
- Amtsinhaber wiedergewählt: 1
- Amtsinhaber abgewählt:
- Amtsinhaber nicht angetreten: 1

Namen von Amtsinhabern sind fett markiert.
| Wahltermin                   | Gemeinde                | Bewerber                 | Vorschlag        | Ergebnis (in %) | vorherige | nächste |
| ---------------------------- | ----------------------- | ------------------------ | ---------------- | --------------- | --------- | ------- |
| 2. Februar                   | Schirgiswalde-Kirschau  | Sven Gabriel             | Gabriel          | 88,3            | ← 2018    | keine   |
| 2. Februar                   | Schirgiswalde-Kirschau  | Einzelvorschläge         | Einzelvorschläge | 11,7            | ← 2018    | keine   |
| 22. Juni                     | Demitz-Thumitz          | Stefan Bittner           | DePoRo           | 22,8            | ← 2020    | keine   |
| 22. Juni                     | Demitz-Thumitz          | Alexander Arndt Pötschke | Pötschke         | 77,2            | ← 2020    | keine   |
| 17. August (7. September)    | Schwepnitz              | ausstehend               | ausstehend       | ausstehend      | ← 2020    | keine   |
| 31. August (21. September)   | Ohorn                   | ausstehend               | ausstehend       | ausstehend      | ← 2020    | keine   |
| 7. September (28. September) | Neschwitz (Njeswačidło) | ausstehend               | ausstehend       | ausstehend      | ← 2022    | keine   |
| 28. September (26. Oktober)  | Kamenz Kamjenc          | ausstehend               | ausstehend       | ausstehend      | ← 2018    | keine   |

### Erzgebirgskreis
Im Erzgebirgskreis sollen 2025 mindestens vier Bürgermeisterwahlen stattfinden.
Gewählte Bewerber:
- CDU: 1
- Einzelbewerber/Bürgerinitiativen: 1
- Amtsinhaber wiedergewählt: 2
- Amtsinhaber abgewählt:
- Amtsinhaber nicht angetreten:

Namen von Amtsinhabern sind fett markiert.
| 1. Wahlgang                   | 1. Wahlgang       | 1. Wahlgang             | 1. Wahlgang                | 1. Wahlgang     | 2. Wahlgang | 2. Wahlgang     | vorherige      | nächste        |
| Wahltermin                    | Gemeinde          | Bewerber                | Vorschlag                  | Ergebnis (in %) | Wahltermin  | Ergebnis (in %) | vorherige      | nächste        |
| ----------------------------- | ----------------- | ----------------------- | -------------------------- | --------------- | ----------- | --------------- | -------------- | -------------- |
| 19. Januar                    | Auerbach          | Peter Horst Kretschmann | Kretschmann                | 34,1            | 9. Februar  | 38,0            | ← 2018         | 2025 (2) s. u. |
| 19. Januar                    | Auerbach          | Ulf Landwehr            | Bürgervereinigung Auerbach | 30,0            | 9. Februar  | 38,1            | ← 2018         | 2025 (2) s. u. |
| 19. Januar                    | Auerbach          | Rocco Lämmel            | Lämmel                     | 23,3            | 9. Februar  | 23,9            | ← 2018         | 2025 (2) s. u. |
| 19. Januar                    | Auerbach          | Udo Ruttloff            | Ruttloff                   | 12,7            | 9. Februar  | n. k.           | ← 2018         | 2025 (2) s. u. |
| 23. Februar                   | Niederdorf        | Stephan Weinrich        | CDU                        | 60,5            |             |                 | ← 2022         | keine          |
| 23. Februar                   | Niederdorf        | Sven Wildenhayn         | Niederdorfer Bürger        | 39,5            |             |                 | ← 2022         | keine          |
| 13. April                     | Grünhainichen     | Robert Arnold           | Arnold                     | 80,0            |             |                 | ← 2018         | keine          |
| 13. April                     | Grünhainichen     | Toni Geisler            | AfD                        | 20,0            |             |                 | ← 2018         | keine          |
| 15. Juni                      | Börnichen/Erzgeb. | Martin Trinks           | Trinks                     | 95,9            |             |                 | ← 2018         | keine          |
| 15. Juni                      | Börnichen/Erzgeb. | Einzelvorschläge        | Einzelvorschläge           | 4,1             |             |                 | ← 2018         | keine          |
| 14. September (28. September) | Auerbach          | ausstehend              | ausstehend                 | ausstehend      | ausstehend  | ausstehend      | 2025 (1) s. o. | keine          |

### Landkreis Görlitz
Im Landkreis Görlitz sollen 2025 mindestens zwei Bürgermeisterwahlen stattfinden.
Gewählte Bewerber:
- CDU: 1
- Einzelbewerber/Bürgerinitiativen: 1
- Amtsinhaber wiedergewählt: 2
- Amtsinhaber abgewählt: 0
- Amtsinhaber nicht angetreten: 0

Namen von Amtsinhabern sind fett markiert.
| Wahltermin                 | Gemeinde          | Bewerber                     | Vorschlag        | Ergebnis (in %) | vorherige | nächste |
| -------------------------- | ----------------- | ---------------------------- | ---------------- | --------------- | --------- | ------- |
| 9. Februar                 | Gablenz Jabłońc   | Friedrich Kurt Dietmar Noack | CDU              | 96,6            | ← 2018    | keine   |
| 9. Februar                 | Gablenz Jabłońc   | Einzelvorschläge             | Einzelvorschläge | 3,4             | ← 2018    | keine   |
| 27. April                  | Oybin             | Tobias Steiner               | Steiner          | 92,7            | ← 2018    | keine   |
| 27. April                  | Oybin             | Einzelvorschläge             | Einzelvorschläge | 7,3             | ← 2018    | keine   |
| 31. August (28. September) | Bertsdorf-Hörnitz | ausstehend                   | ausstehend       | ausstehend      | ← 2022    | keine   |

### Landkreis Leipzig
Im Landkreis Leipzig sollen 2025 mindestens zwei Bürgermeisterwahlen stattfinden.
Gewählte Bewerber:
- Einzelbewerber/Bürgerinitiativen: 2
- Amtsinhaber wiedergewählt: 1
- Amtsinhaber abgewählt:
- Amtsinhaber nicht angetreten: 1

Namen von Amtsinhabern sind fett markiert.
| Wahltermin  | Gemeinde | Bewerber        | Vorschlag | Ergebnis (in %) | vorherige | nächste |
| ----------- | -------- | --------------- | --------- | --------------- | --------- | ------- |
| 23. Februar | Grimma   | Uwe Krah        | AfD       | 22,0            | ← 2022    | keine   |
| 23. Februar | Grimma   | Ingo Runge      | SPD       | 13,7            | ← 2022    | keine   |
| 23. Februar | Grimma   | Tino Kießig     | ASL       | 64,3            | ← 2022    | keine   |
| 13. April   | Colditz  | Robert Zillmann | Zillmann  | 53,5            | ← 2018    | keine   |
| 13. April   | Colditz  | Diana Lungwitz  | Lungwitz  | 33,6            | ← 2018    | keine   |
| 13. April   | Colditz  | Nico Richter    | Richter   | 12,9            | ← 2018    | keine   |

### Landkreis Meißen
Im Landkreis Meißen sollen 2025 mindestens zwei Bürgermeisterwahlen stattfinden.
Gewählte Bewerber:
- Einzelbewerber/Bürgerinitiativen:
- Amtsinhaber wiedergewählt:
- Amtsinhaber abgewählt:
- Amtsinhaber nicht angetreten:

Namen von Amtsinhabern sind fett markiert.
| Wahltermin                    | Gemeinde     | Bewerber   | Vorschlag  | Ergebnis (in %) | vorherige | nächste |
| ----------------------------- | ------------ | ---------- | ---------- | --------------- | --------- | ------- |
| 14. September (28. September) | Diera-Zehren | ausstehend | ausstehend | ausstehend      | ← 2018    | keine   |
| 7. September (28. September)  | Meißen       | ausstehend | ausstehend | ausstehend      | ← 2018    | keine   |

### Landkreis Mittelsachsen
Im Landkreis Mittelsachsen sollen 2025 mindestens fünf Bürgermeisterwahlen stattfinden.
Gewählte Bewerber:
- CDU: 1
- Einzelbewerber/Bürgerinitiativen: 2
- Amtsinhaber wiedergewählt: 2
- Amtsinhaber abgewählt:
- Amtsinhaber nicht angetreten: 1

Namen von Amtsinhabern sind fett markiert.
| 1. Wahlgang                 | 1. Wahlgang    | 1. Wahlgang               | 1. Wahlgang                                          | 1. Wahlgang     | 2. Wahlgang | 2. Wahlgang     | vorherige | nächste |
| Wahltermin                  | Gemeinde       | Bewerber                  | Vorschlag                                            | Ergebnis (in %) | Wahltermin  | Ergebnis (in %) | vorherige | nächste |
| --------------------------- | -------------- | ------------------------- | ---------------------------------------------------- | --------------- | ----------- | --------------- | --------- | ------- |
| 26. Januar                  | Halsbrücke     | Christian Wesemann        | AfD                                                  | 25,3            | 23. Februar | 29,0            | ← 2019    | keine   |
| 26. Januar                  | Halsbrücke     | Sebastian Thümmler        | CDU                                                  | 30,6            | 23. Februar | 40,9            | ← 2019    | keine   |
| 26. Januar                  | Halsbrücke     | Mathias Ufer              | FWV                                                  | 17,1            | 23. Februar | n. a.           | ← 2019    | keine   |
| 26. Januar                  | Halsbrücke     | Marcus Johannes Schettler | Dr. Schettler                                        | 27,0            | 23. Februar | 30,1            | ← 2019    | keine   |
| 6. April                    | Altmittweida   | Jens-Uwe Miether          | Bürger für Altmittweida                              | 98,1            |             |                 | ← 2018    | keine   |
| 6. April                    | Altmittweida   | Einzelvorschläge          | Einzelvorschläge                                     | 1,9             |             |                 | ← 2018    | keine   |
| 15. Juni                    | Großweitzschen | Fred Jörg Bunkert         | Freie Wählergemeinschaft der Gemeinde Großweitzschen | 55,4            |             |                 | ← 2018    | keine   |
| 15. Juni                    | Großweitzschen | Thomas Malkowski          | AfD                                                  | 16,0            |             |                 | ← 2018    | keine   |
| 15. Juni                    | Großweitzschen | Sven Krawczyk             | CDU                                                  | 28,6            |             |                 | ← 2018    | keine   |
| 28. September (26. Oktober) | Freiberg       | ausstehend                | ausstehend                                           | ausstehend      | ausstehend  | ausstehend      | ← 2022    | keine   |
| 28. September (26. Oktober) | Hainichen      | ausstehend                | ausstehend                                           | ausstehend      | ausstehend  | ausstehend      | ← 2018    | keine   |

### Landkreis Nordsachsen
Im Landkreis Nordsachsen sollen 2025 mindestens zwei Bürgermeisterwahlen stattfinden.
Gewählte Bewerber:
- CDU: 1
- Einzelbewerber/Bürgerinitiativen: 1
- Amtsinhaber wiedergewählt: 0
- Amtsinhaber abgewählt: 0
- Amtsinhaber nicht angetreten: 2

Namen von Amtsinhabern sind fett markiert.
| 1. Wahlgang | 1. Wahlgang | 1. Wahlgang                      | 1. Wahlgang                      | 1. Wahlgang     | 2. Wahlgang | 2. Wahlgang     | vorherige | nächste |
| Wahltermin  | Gemeinde    | Bewerber                         | Vorschlag                        | Ergebnis (in %) | Wahltermin  | Ergebnis (in %) | vorherige | nächste |
| ----------- | ----------- | -------------------------------- | -------------------------------- | --------------- | ----------- | --------------- | --------- | ------- |
| 23. März    | Trossin     | Steffen Klepel                   | IGT                              | 64,1            |             |                 | ← 2018    | keine   |
| 23. März    | Trossin     | Einzelvorschlag Klaus Steinacker | Einzelvorschlag Klaus Steinacker | 27,1            |             |                 | ← 2018    | keine   |
| 23. März    | Trossin     | weitere Einzelvorschläge         | weitere Einzelvorschläge         | 8,8             |             |                 | ← 2018    | keine   |
| 25. Mai     | Doberschütz | Andreas Mählmann                 | CDU                              | 49,3            | 15. Juni    | 59,6            | ← 2024    | keine   |
| 25. Mai     | Doberschütz | Arne Kötz                        | BD                               | 27,0            | 15. Juni    | n. a.           | ← 2024    | keine   |
| 25. Mai     | Doberschütz | Axel Liebscher                   | Liebscher                        | 23,7            | 15. Juni    | 40,4            | ← 2024    | keine   |

### Landkreis Sächsische Schweiz-Osterzgebirge
Im Landkreis Sächsische Schweiz-Osterzgebirge sollen 2025 mindestens vier Bürgermeisterwahlen stattfinden.
Gewählte Bewerber:
- Einzelbewerber/Bürgerinitiativen: 3
- Amtsinhaber wiedergewählt:
- Amtsinhaber abgewählt:
- Amtsinhaber nicht angetreten: 3

Namen von Amtsinhabern sind fett markiert.
| 1. Wahlgang             | 1. Wahlgang         | 1. Wahlgang             | 1. Wahlgang                       | 1. Wahlgang     | 2. Wahlgang | 2. Wahlgang     | vorherige | nächste |
| Wahltermin              | Gemeinde            | Bewerber                | Vorschlag                         | Ergebnis (in %) | Wahltermin  | Ergebnis (in %) | vorherige | nächste |
| ----------------------- | ------------------- | ----------------------- | --------------------------------- | --------------- | ----------- | --------------- | --------- | ------- |
| 23. März                | Heidenau            | Marion Franz            | CDU                               | 44,5            | 13. April   | 48,6            | ← 2019    | keine   |
| 23. März                | Heidenau            | Conny Oertel            | HBI                               | 24,0            | 13. April   | 51,4            | ← 2019    | keine   |
| 23. März                | Heidenau            | Max Schreiber           | FREIE SACHSEN                     | 16,4            | 13. April   | n. k.           | ← 2019    | keine   |
| 23. März                | Heidenau            | Christoph Mitschke      | BOD                               | 15,0            | 13. April   | n. k.           | ← 2019    | keine   |
| 27. April               | Gohrisch            | Kay Eisert              | Freie Wählergemeinschaft Gohrisch | 90,7            |             |                 | ← 2020    | keine   |
| 27. April               | Gohrisch            | Mike Herrmann           | AfD                               | 9,3             |             |                 | ← 2020    | keine   |
| 18. Mai                 | Neustadt in Sachsen | Holger Alexander Sachse | Freie Wähler                      | 82,2            |             |                 | ← 2022    | keine   |
| 18. Mai                 | Neustadt in Sachsen | Matthias Mews           | CDU                               | 17,8            |             |                 | ← 2022    | keine   |
| 10. August (31. August) | Müglitztal          | ausstehend              | ausstehend                        | ausstehend      |             |                 | ← 2018    | keine   |

### Vogtlandkreis
Im Vogtlandkreis sollen 2025 mindestens fünf Bürgermeisterwahlen stattfinden.
Gewählte Bewerber:
- Einzelbewerber/Bürgerinitiativen: 4
- Amtsinhaber wiedergewählt: 2
- Amtsinhaber abgewählt:
- Amtsinhaber nicht angetreten: 2

Namen von Amtsinhabern sind fett markiert.
| Wahltermin                  | Gemeinde         | Bewerber         | Vorschlag        | Ergebnis (in %) | vorherige | nächste |
| --------------------------- | ---------------- | ---------------- | ---------------- | --------------- | --------- | ------- |
| 23. März                    | Rosenbach/Vogtl. | Michael Frisch   | Frisch           | 98,1            | ← 2018    | keine   |
| 23. März                    | Rosenbach/Vogtl. | Einzelvorschlag  | Einzelvorschlag  | 1,9             | ← 2018    | keine   |
| 25. Mai                     | Adorf/Vogtl.     | Rico Schmidt     | Schmidt          | 98,2            | ← 2018    | keine   |
| 25. Mai                     | Adorf/Vogtl.     | Einzelvorschläge | Einzelvorschläge | 1,8             | ← 2018    | keine   |
| 1. Juni                     | Lengenfeld       | Michael Heuck    | BIL              | 66,7            | ← 2018    | keine   |
| 1. Juni                     | Lengenfeld       | Vincent Aue      | Aue              | 9,6             | ← 2018    | keine   |
| 1. Juni                     | Lengenfeld       | Susann Löffler   | Löffler          | 23,7            | ← 2018    | keine   |
| 15. Juni                    | Bergen           | Pierre Lange     | Freie Wähler     | 20,2            | ← 2018    | keine   |
| 15. Juni                    | Bergen           | Enrico Trapp     | Trapp            | 79,8            | ← 2018    | keine   |
| 28. September (26. Oktober) | Bad Brambach     | ausstehend       | ausstehend       | ausstehend      | ← 2018    | keine   |

### Landkreis Zwickau
Im Landkreis Zwickau soll 2025 mindestens eine Bürgermeisterwahl stattfinden.
Gewählte Bewerber:
- CDU: 1
- Amtsinhaber wiedergewählt: 0
- Amtsinhaber abgewählt: 0
- Amtsinhaber nicht angetreten: 1

Namen von Amtsinhabern sind fett markiert.
| Wahltermin | Gemeinde  | Bewerber             | Vorschlag | Ergebnis (in %) | vorherige | nächste |
| ---------- | --------- | -------------------- | --------- | --------------- | --------- | ------- |
| 13. April  | Bernsdorf | Elisabeth Rips-Platz | CDU       | 71,9            | ← 2019    | keine   |
| 13. April  | Bernsdorf | Frank Schneider      | AfD       | 28,1            | ← 2019    | keine   |

## Belege
1. ↑  Statistisches Landesamt des Freistaates Sachsen: Bürgermeisterwahlen - Wahlen - sachsen.de. Abgerufen am 24. Dezember 2024.
2. ↑  Gemeinde Auerbach: Öffentliche Bekanntmachung des Ergebnisses des zweiten Wahlgangs der Wahl zum Bürgermeister in der Gemeinde Auerbach am 09.02.2025. Gemeinde Auerbach, 9. Februar 2025, abgerufen am 19. Mai 2025.